# Plaimpied-Givaudins
Plaimpied-Givaudins település Franciaországban, Cher megyében. Lakosainak száma 2104 fő (2022. január 1.). Plaimpied-Givaudins Bourges, Lissay-Lochy, Saint-Just, Senneçay, Soye-en-Septaine és Trouy községekkel határos.

## Népesség
A település népessége az elmúlt években az alábbi módon változott:
| Lakosok száma | 693  | 1100 | 1388 | 1672 | 1861 | 1959 | 1999 | 2069 | 2091 | 2104 |
|               | 1968 | 1982 | 1990 | 2006 | 2013 | 2015 | 2017 | 2019 | 2020 | 2022 |